# الكدحة (بني العوام)

تعديل مصدري - تعديل

الكدحة هي إحدى قرى عزلة قطعة الصرابي بمديرية بني العوام التابعة لمحافظة حجة، بلغ تعداد سكانها 54 نسمة حسب تعداد اليمن لعام 2004.